# Plethodon asupak
Plethodon asupak — вид земноводних з роду Лісова саламандра родини Безлегеневі саламандри.

## Опис
Загальна довжина становить 11—12,5 см, з яких близько 5,7 см припадає на хвіст. Спостерігається статевий диморфізм: самиці більші за самців. Голова широка, звужується на морді. Має 15 сошникових зубів, усього — 60 зубів. Тулуб стрункий та кремезний. Має 16—17 реберних борозен, 2—5 міжреберні складки між кінцівками. Останні доволі сильні.
Забарвлення спини шоколадно-коричневе з коричневого або бронзовою смугою по хребту. Колір черева коливається від темно-сірого до фіолетового зі світло-сірими плямами. Підборіддя сіре. Боки та кінцівки поцятковані жовтими й білими плямами.

## Спосіб життя
Полюбляє скелясті, кам'янисті місцини, узбережжя річок у стародавніх лісах. Зустрічається на висоті 700–1300 м над рівнем моря. Веде наземний спосіб життя. Живиться переважно жуками, кліщами і павуками.
Самиця відкладає яйця в ямку у землі або у лісову підстилку. Личинкова стадія розвитку відсутня. З яєць з'являються сформовані маленькі саламандри.

## Розповсюдження
Поширена у штаті Каліфорнія (США) — у горах Сискію.